# Angelo di Costanzo
Pour les articles homonymes, voir Costanzo.
Angelo di Costanzo, né vers 1507 à Naples où il est mort en novembre 1591, est un historien et poète italien.

## Biographie
Issu d'une noble et ancienne famille napolitaine, et seigneur de Cantalupo, Angelo di Costanzo naquit à Naples, vers 1507. Lié d'amitié avec Jacopo Sannazaro et plusieurs autres grands hommes qui y vivaient alors, il fut encouragé par eux dans son goût pour l'étude, et dans le dessein d'écrire l'histoire de ce royaume, qui, à proprement parler, n'avait point encore eu d'historien ; car l'ouvrage de Collenuccio, très-incomplet, lui semblait partial et rempli d'erreurs. Il employa plus de quarante ans à la recherche, à la lecture et à l'examen des vieilles chroniques et des anciens titres, et fit enfin paraître, en huit livres, comme un essai de son travail, la première partie de cette Histoire, à Naples, en 1572, in-4°. Il en fut peu content lui-même, et se mit aussitôt à la corriger, à l'augmenter et à la refondre presque entièrement. Enfin, en 1582, il mit au jour cet ouvrage, tel qu'il est resté, sous ce titre : Le Istorie del regno di Napoli dal 1250 fino al 1489, divise in venti libri, Aquila, in-fol., édition devenue rare, même en Italie. L'auteur y descend, depuis la mort de l'empereur Frédéric II jusqu'à la guerre de Milan sous le roi Ferdinand I. Quoiqu'il soit tombé dans quelques erreurs, inévitables pour celui qui entreprend le premier un pareil ouvrage, cette histoire du royaume de Naples est encore regardée comme l'un des meilleurs. Elle a été réimprimée à Naples, 1710, in-4°; édition incorrecte, qui a été suivie d'une très-soignée, ibid., 1733, in-4°. Enfin, on l'a fait entrer à juste titre dans la grande Collection des Auteurs classiques de Milan, 1805, 3 vol. in-8°. Costanzo mourut à Naples vers l'an 1591. Il avait eu pour maître dans la poésie italienne Berardino Rota qu'il surpassa de beaucoup. Il occupe un des premiers rangs parmi les poètes de ce grand siècle. Ses poésies ont un caractère de gravité et de sensibilité tout ensemble, qui leur donne une physionomie particulière. Il ne changea rien à la forme du sonnet, mais il lui donna un nouveau tour que les meilleurs poètes se proposèrent ensuite pour modèle. ll s'attacha, disent les auteurs du Giornale de' letterati d'Italia à faire correspondre le commencement de ses sonnets avec le milieu, et le milieu avec la fin, de manière qu'il n'y eût dans chaque sonnet rien d'omis, ni rien de superflu. Ses Rime, d'abord éparses dans différents recueils, parurent pour la première fois ensemble à Bologne, 1709, in-12. Elles ont été réimprimées plusieurs fois ; on préfère à toutes les éditions celles de Comino, Padoue, 1723, 1728, et 1738, in-8°.

## Œuvres
- Dell'istorie della sua patria del signor Angelo di Costanzo gentil'huomo napolitano, Naples, Mattia Cancer, 1572 (lire en ligne). Ce sont les premiers huit Livres, dont l'Auteur ne fut pas tout-à-fait content, et qu'il retoucha et augmenta dans la nouvelle édition qu'il en donna avec le reste de l'Ouvrage dix ans après.
- Historia del Regno di Napoli dell'illustre signor Angelo Di Costanzo gentil'huomo e caualliere Napolitano. Con l'agiontione de dodeci altri Libri, dal medesimo authore composti, & hora dati in luce, Nell'Aquila, appresso Gioseppe Cacchio, 1581 (lire en ligne). Cette Histoire est divisée en vingt Livres, et s’étend depuis la mort de Frédéric II (1250) jusqu’à l’année 1489, c’est-à-dire jusqu’à la guerre qui s’éleva sous le Roi Ferdinand Ier pour le Duché de Milan, et que Guichardin et Jove ont décrite fort au long. Ceux qui sont le plus versés dans l’Histoire du Royaume de Naples, prétendent que cet ouvrage l’emporte sur toutes les Histoires l’ont précédé, quoiqu’il y ait plusieurs fautes et même assez grossières, comme Scipione Ammirato le fait voir dans le second volume de ses Familles Napolitaines.
- Rime d'Angelo Di Costanzo, Bologne, nella stamperia di Gio. Pietro Barbiroli alla Rosa, 1709.
- Le Rime d'Angelo di Costanzo cavaliere napoletano (éd. Antonio Federico Seghezzi) Padoue, appresso Giuseppe Comino, 1750.

On trouve trois de ses Lettres dans le troisième Livre des Lettere volgari di diversi, recueillies par Alde Manuce le Jeune, et imprimées à Venise en 1564.